# Doktor Balaton
A Doktor Balaton 2020 és 2022 között vetített magyar televíziós sorozat, amelyet Kapitány-Diószegi Judit és Búss Gábor Olivér alkotott. A sorozat gyártója a ContentLab&Factory. A főszerepben Mészáros András, Bezerédi Zoltán, Horváth Alexandra, Sárközi-Nagy Ilona, Gula Péter, Bodrogi Gyula, Voith Ági és Tenki Dalma láthatóak. A sorozat történetének középpontjában az egyedülálló és hatásos gyógyvíz áll. A történet egy balatonfelvidéki településen játszódik, ahol az élet és a világ igencsak különböző helyeiről érkező karakterek sorsa találkozik és számukra is váratlan fordulatot vesz.
Az első epizódját 2020. december 27-én mutatta be a TV2. Két évad után a TV2 elkaszálta a sorozatot.

## Történet
A “magyar Dallas” történetének helyszíne a balatonfelvidéki Balatonmeggyes, a cselekmény középpontjában pedig az egyedülálló és hatásos gyógyvíz áll.

## Szereplők

### Főszereplők
| Szereplő                            | Színész            | Leírás | Évad |
| ----------------------------------- | ------------------ | --- | ---- |
| dr. Balla-Tóth András „dr. Balaton” | Mészáros András    | Károly nevelt fia, Pákai Zoltán fia, orvos, Kriszta volt párja. Zsóka unokatestvére. Kispákai féltestvére.                                                        | 1–2  |
| Falvai Lili                         | Szabó Erika        | A rendelő új asszisztense. Elemér unokája. | 2.   |
| Szentesi Ágnes „Ágika”              | Nyírő Bea          | Laci bácsi asszisztense. | 1–2  |
| dr. Balla Károly                    | Hirtling István    | András nevelő apja, orvos. | 1–2  |
| Idősebb Pákai Zoltán                | Kőszegi Ákos       | Kispákai apja, majd kiderül, hogy Andrásé is. | 1–2  |
| Ifjabb Pákai Zoltán „Kispákai”      | Vadász Gábor       | A helyi gengszter. András féltestvére. | 1–2  |
| dr. Sipeki László                   | Bezerédi Zoltán    | András esetleges apja, de kiderült, hogy egy gyógyszer hatására nem lehet gyereke. Balatonmeggyes háziorvosa.                                                     | 1–2  |
| Szabó Dénes „Duska bácsi”           | Bodrogi Gyula      | Leó nagyapja, helyi szőlősgazda. Cili néni szerelme. | 1–2  |
| Somosi Tina                         | Horváth Alexandra  | Leó barátnője, Aranka és Pali lánya. | 1–2  |
| Szabó Leó                           | Gula Péter         | Vállalkozó, Duska bácsi unokája, Tina pasija. | 1–2  |
| István „Pityu”                      | Mohácsi Norbert    | Leó barátja. | 2.   |
| Bojkai Elemér                       | Horányi László     | Volt államtitkár, Laci bácsi barátja és Idősebb Pákai ellensége. Lili nagypapája.                                                                                 | 1–2  |
|                                     | Csomor Csilla      | Idősebb Pákai Zoltán exfelesége. Kispákai anyja. | 2.   |
| Szilvia                             | Kovács Panka       | Főiskolás lány, nyári munka miatt jön a faluba. | 2.   |
| Laki Gusztáv                        | Solti Ádám         | Izmos tornatanár. Szerelmes volt Zsókába. | 2.   |
| Somosi Jolán                        | Szulák Andrea      | Pali testvére, Cili lánya. Festőművész. | 2.   |
| Idősebb Balogh Béla „Öregbéci”      | Faragó András      | Zenész apa-fiú páros. | 2.   |
| ifjabb Balogh Béla „Kisbéci”        | Kovács Lehel       | Zenész apa-fiú páros. | 2.   |
| Kiss Bea                            | Fésűs Nelly        | Kriszta anyukája. Hajós felesége. | 1–2  |
| Sziklai Erzsébet „Zsóka”            | Pálfi Kata         | Balatonmeggyes polgármestere. András unokatestvére. | 1–2  |
| Baráth Anna                         | Sárközi-Nagy Ilona | Hajós lánya. Motoros csaj, aki Amerikából menekült haza a férje elől és egy SD-kártyát rejteget, amit a férje telefonjából vett ki. András majd Bálint barátnője. | 1–2  |
| dr. Jókai Bálint                    | Király Attila      | Budapesti sztárügyvéd, András barátja. Adrienn férje és két gyermek apja. Van egy titkos élete, amiről a családja nem tud.                                        | 1–2  |
| Lippai Cecília                      | Voith Ági          | Pali és Joli édesanyja, Tina nagyanyja. | 1–2  |
| Vranyecz Krisztina                  | Tenki Dalma        | András párja volt, Bea lánya. | 1–2  |
| Tufánszki Attila „Tufa”             | Ónodi Gábor        | A kocsma állandó vendége. | 1–2  |
| Koncz Sándor „Csicsó”               | Ujlaki Dénes       | Erzsike férje, Petya nevelőapja, a falu ezermestere. | 1–2  |
| Konczné Erzsébet                    | Ambrus Asma        | A helyi kisbolt vezetője, Sándor felesége, Petya nevelőanyja. | 1–2  |
| Miskei Zsolt „Zsoké”                | Vicei Zsolt        | A kocsma állandó vendége. | 1–2  |
| Kalapács Lajos                      | Gazsó György       | A falu pálinkaföző mestere, aki pánikbeteg. Andika férje. Robi és Gergő édesapja.                                                                                 | 1–2  |

### Mellékszereplők
| Szereplő              | Színész         | Leírás                                                                                | Évad |
| --------------------- | --------------- | ------------------------------------------------------------------------------------- | ---- |
| Baráth Gábor „Hajós”  | Laklóth Aladár  | Anna apja. Bea férje.                                                                 | 1–2  |
| Aranka                | Vásári Mónika   | Tina anyja.                                                                           | 1–2  |
| Somosi Pál            | Kuna Károly     | Tina apja, Cili néni fia. Joli testvére.                                              | 1–2  |
| Koncz Péter „Petya”   | Hajdu T. Miklós | Sándor és Erzsi nevelt fia.                                                           | 1–2  |
| Adrienn               | Sipos Vera      | Bálint felesége.                                                                      | 1–2  |
| Jókai Áron            | Hárs Benjámin   | Bálint és Adrienn fia.                                                                | 1–2  |
| Jókai Zalán           | Hárs Bonca      | Bálint és Adrienn fia.                                                                | 1–2  |
| Andika                | Bakonyi Csilla  | Lajos felesége. Robi és Gergő édesanyja.                                              | 1–2  |
| Boriska               | Sára Bernadette | Erzsike barátnője.                                                                    | 1–2  |
| Vercz Kornél          | Takács Géza     | Kocsmában pultos, Hajós barátja.                                                      | 1–2  |
| Gábor                 | Crespo Rodrigo  | Anna exférje.                                                                         | 1.   |
| Niki                  | Edvi Henrietta  | Színésznő, Kriszta barátnője.                                                         | 1.   |
| Márton                | Jankovics Péter | Elemér strómanja.                                                                     | 1–2  |
| Rita                  | Ténai Petra     | Pultos a kocsmában, Zsoké helyére vették fel.                                         | 1–2  |
| Kalapács Robi         | Hajdu Tibor     | Lajos és Andi fia, Gergő testvére.                                                    | 1–2  |
| Kalapács Gergő        | Böröndi Bence   | Lajos és Andi fia, Robi testvére.                                                     | 1.   |
| Fülöp                 | Dénes Viktor    | Laci bácsi unokaöcsse. Ágikába szerelmes. Vizsgálatot folytatott a csoda víz ügyében. | 1–2  |
| Fodor Orsolya         | Dobra Mara      | András volt misszió társa. Elfogták és börtönbe zárták.                               | 1–2  |
| Imre                  | Tzafetás Roland | Leó barátja.                                                                          | 1.   |
| Gergely Erika         | Ladinek Judit   | Ágika barátnője. Kávézót akar nyitni a faluban.                                       | 1-2  |
| Ignác                 | Zágoni Zsolt    | Falusi.                                                                               | 1–2  |
| Aladár atya           | Baranyai Sándor | A falu papja.                                                                         | 1.   |
| Liba                  | Geréd Gyárfás   | Kispákai emberei                                                                      | 1–2  |
| Toll                  | Brunner Levente | Kispákai emberei                                                                      | 1–2  |
| Dávid                 | Ember Márk      | Lili ex-pasija. A panzióban dolgozik. Szerelmes Ágikába.                              | 2.   |
| Székely Aladár        | Krisztik Csaba  | Ica férje. Tufa és Zsoké barátja.                                                     | 2.   |
| Székelyné Ilona „Ica” | Tóth Eszter     | Aladár felesége.                                                                      | 2.   |
| Füles Géza „Csacsi”   | Növényi Norbert | Biztonsági őr, évekig börtönben volt.                                                 | 2.   |

### Epizódszereplők
- Adamik Kolos – Gergő
- Anga-Kakszi István – vásárló
- Arató Ármin – fiú
- Asbóth Csilla – utca embere
- Babják Annamária – hölgy
- Bajor Lili – Marianna
- Balassa Levente – srác
- Ballér Bianka – Andrea
- Barabás Kiss Zoltán – Pitbull
- Baricza Veronika – oktatónő
- Barnák László – orvos
- Batho Rita – vevő
- Bartók László – Kovács Tamás
- Bazaruti Mihály – sofőr
- Bencze Ilona – Helga néni
- Benedek Dániel – srác
- Berényi Botond – futár
- Berzsenyi László – apa
- Bessenyei Emma – Gizi néni
- Bojári Zsolt – hegedűs
- Boncz Ádám – orvos
- Bóta Botond – Béla
- Borbás Gergő – vásárló
- Borovics Tamás – nyomozó
- Bölkény Balázs – recepciós
- Buch Tibor – Szálka
- Bukosza Kristóf – pultos
- Buzási Sándor – öregúr
- Cseke Lilla Csenge – lány
- Csikos Léda – Fanni
- Csizmadia Gabriella – vendég
- Csonka András – Kékesi
- D. Varga Ádám – recepciós
- Dr. Fömötör Ferenc – beteg
- Dániel Vali – Márta
- Debreczeni József – sznob
- Dér Barnabás – festő
- Dobai Attila – sofőr
- Donner Szabolcs – vásárló
- Durkó Zoltán – Rotyesz
- Egyed Attila – otthon igazgatója
- Endrédy Gábor – Zsolt
- Endrődy Krisztián – Béla
- Fábián Bori – fotós
- Faragó Rita – vevő
- Farkas Tamás – Géza
- Farkas Viktória – vevő
- Farkas Zoltán – pincér
- Fekete Edda – fiatal lány
- Fekete Réka – örömlány
- Fekete Róbert – bartender
- Ferencz Attila – János
- Ferenczi Dóra – Pitbull nője
- Fillár István – ügyvéd
- Friedenthál Zoltán – Pákai ügyvédje
- Gelányi Bence – rendőr
- Garami Ottó – vevő
- Gazdik Dávid – recepciós
- Gellért Sára – Tünde
- Geréb János – idős úr
- Gerner Csaba – Misa
- Gieler Csaba – orvos
- Gozsda Péter – zokogó asszisztens
- Görög Zoltán – apuka
- Győrffy-Kovács Erik – srác
- Gyurin Zsolt – brácsás
- Habib Kohi – beteg
- Hajdu Csilla – Lilla
- Hartai Petra – Takács Dóra
- Hegedűs Péter – Győző járőr
- Herczeg Tamás – orvos
- Hervay Tamás – guru
- Horváth Ákos – Pákai barátja
- Horváth Szabolcs – Bártai
- Honti György – András kollégája
- Illyés Barna – sugardaddy
- Incze Miklós – tánctanár
- Jakus Szilvia – börtönigazgató
- Jánosi Ferenc – orvos
- Jegercsik Csaba – Kispákai melósa
- Jeges Krisztián – hegedűs
- Jerger Balázs – eladó
- Joó Gábor – nyomozó
- Juhász György – futár
- Jurasek Tibor – vásárló
- Kádasi Csaba – utca embere
- Kakasy Dóra – Dominika
- Kalló Iván – agresszív orvos
- Kapácsy Miklós – ellenőr
- Karácsonyi Zoltán – hipnotizőr
- Karaivanov Lilla – eladónő
- Kárpáti Levente – orvos
- Kató Balázs – kajakos
- Katz Zsófia – asszisztens
- Kaszás Márk – őr
- Keczán Csaba – strandoló
- Kecskeméthy László – kolléga
- Kelemen József – megkötözött férfi
- Kígyósi Attila – vendég
- Kiss Árpád – járókelő
- Kiss Péter Balázs – riporter
- Kiss Sándor András – vendég
- Kiss Zoltán – vevő
- Kivés Kinga – menyasszony
- Koblicska Lőte – német anya
- Kóder László – fuvaros
- Komornik András – árus
- Koncz Andrea – titkárnő
- Koncsár József – vásárló
- Kónya Merlin Renáta – lány
- Kósa Zsolt – tulajdonos
- Kosynus Tamás – hodoló
- Kovács Balázs – járőr
- Kovács István – szállító
- Kovács Olga – Hivatalnok
- Kovács S. József – vámos
- Kovalev Ruszlan – sportoló
- Kozma Dániel – idegen
- Kőszegi Judit – testes hölgy
- Kövesdi László – ellenőr
- Kricsár Kamill – szakember
- Kulcsár Viktória – nővér
- Kurely László – pincér
- Kuttner Bálint – Sanyi
- Lajos András – ügyész
- Láng Balázs – csellós
- László Panna – Betti
- Lázár Balázs – Tihamér
- Lecső Péter – Elemér embere
- Lénárdt Laura – fiatal nő
- Lenchés Márton – pultos
- Lévai Norman – hitelező
- Linda Luis – kubai lány
- Losonczi Kata – ingatlanos
- Lőrincz Nikol – nővér
- Lugosi György – professzor
- Lukácsy Katalin – hölgy
- Madár Tamás – munkás
- Major Zsolt – orvos
- Majorfalvi Bálint – teherautó sofőr
- Markó Berzsián – gyerek
- Márton András – Oszi bácsi
- Matoricz József – vendég
- Mazgon Erika – vendég
- Merán Márk – német fiú
- Mesterházy Gyula – merénylő
- Mészáros Tamás – haver
- Mihály Gábor – talicskás barátja
- Miklós Eponin – nővérke
- Molnár Elemérné – idős nő
- Molnár Csaba – Zsiga
- Mucsi Kristóf – Tibi
- Müller László – rabló
- Nagy Dániel – kasszás fiú
- Nagy Domonkos – fiatal srác
- Nagy Imre – sérült munkás
- Nagy-Kálózy Eszter – Emília
- Nagy Myra Emma – festő
- Nagy Péter János – fiú
- Nagyhegyesi Zoltán – rendőr
- Némedi Árpád – Albán
- Németh József – férfi
- Nyíri István Zoltán – falusi
- Ódor Kristóf – nőgyógyász
- Oláh Gábor – sofőr
- Ollé Lenke – lány
- Orbán Gábor – udvarló
- Orosz Csenge – recepciós
- Orosz Gábor – srác
- Osváth Judit – lány
- Ottó Ferenc – Kisbéci embere
- Oszlányi Ákos – karbantartó
- Pálóczi Bence – vásárló
- Paradics László – öreg bácsi
- Péczeli Barbara – női börtönőr
- Pecsenyiczki Balázs – vásárló
- Péntek Melinda – szervező
- Perjési Hilda – szomszéd
- Péteri Lilla – Csilla
- Pilnay Sára – Árvai Lotti
- Piró Bence – fiú
- Piró Patrik – fiú
- Polgár Gábor – Attila
- Poór Alexandra – Kispákai csaja
- Porogi Ádám – orvos
- Potyó Dominika – csinos nő
- Pumped Gabo – Niki pasija
- Quitt László – esperes
- Rábavölgyi Tamás – Vaci
- Radvánszki Szabolcs – banki ügyintéző
- Radó Péter – beteg
- Rékai Nándor – beteg
- Rentsenkhorloo Enkhbold – Nagy Wong
- Réthelyi András – vevő
- Rostási Ádám – strandoló
- Ruszina Szabolcs – főpincér
- Sándor Dávid – tulaj
- Sándor Rebeka – Sári
- Sarbó Kata – német
- Sárkány Sándor – öreg bácsi
- Simon Sándor – vevő
- Simonyi Krisztina – hölgy
- Sipos Imre – lovasoktató
- Sipos László Márk – drogos srác
- Skapinyec Péter – Kispákai embere
- Somodi István – szállító
- Spitzer Gyöngyi Soma – Fűrész
- Strausz Tünde – anya
- Stefanovics János – csajvadász
- Suplicz Sándor – csajvadász
- Szabó Dávid – szervező
- Szabó Endre – vendég
- Szabó Gyula – Ferenc
- Szakács Hajnalka – Irén
- Szalai Ákos – gorilla
- Szalai Attila – pincér
- Szappanos Bálint – fiatal srác
- Szappanos Viktor – részeg turista
- Száraz Tamás – Izom
- Szarvas Attila – Kovács Hugó
- Szatmári Attila – rendőr
- Szigyártó Johanna – nővérke
- Szitás Barbara – német
- Szekulesz Márk – Füzesi
- Szelle Marcell – pincér
- Szemán Béla – ügyfél
- Szilvási Judit – Mirjam
- Szennyai Mária – öreg néni
- Szolgáné Kurovszki Ilona – anyuka
- Szöllősi Richárd – rendőr
- Szurcsík Ádám – srác
- Szűcs Krisztián – járókelő
- Szűcs Krisztina – nővér
- Szűcs Sándor – Sikei
- Szvath Tamás – nyomuló orvos
- Takátsy Péter – Norbert
- Tarcsi Tamás – vásárló
- Tari Teréz – kikiáltó hölgy
- Tarján Péter – Tóth tanár úr
- Tarr György – idegen
- Ticz András – festő
- Tokaji Csaba – vásárló
- Tolnai Klára – Niki
- Tóth András – mentős, beteg
- Tóth Csanád – férfi
- Tóth Károly – rendőr
- Tóth Sándor – hivatalnok
- Török Anna – pincérnő
- Trubjánszky Csaba – operatőr
- Turós György – gazdag férfi
- Tűzkő Sándor – vevő
- Ullmann Ottó – Zimonyi
- Urbán Viktória - részeg lány
- Uzoni Csege – kötözködő
- Valiszka László – építkezési vállalkozó embere
- Varga Gréta – örömlány
- Varga József – kórházigazgató
- Vékes András – másik Gorilla
- Vincze Imre – vevő
- Vlahovics Edit – öreg néni
- Wessely Zsófia – nővér
- Winkler Laurent – német apa
- Zarka Csilla – anya
- Zelei Rita Dominika – Kispákai csaja

## Epizódok
| Évad | Évad | Részek száma | Részek száma | Eredeti sugárzás   | Eredeti sugárzás    | Eredeti adó |
| Évad | Évad | Részek száma | Részek száma | Évadbemutató       | Évadzáró            | Eredeti adó |
| ---- | ---- | ------------ | ------------ | ------------------ | ------------------- | ----------- |
|      | 1.   | 80           | 80           | 2020. december 27. | 2021. augusztus 20. | TV2         |
|      | 2.   | 60           | 60           | 2022. április 11.  | 2022. június 30.    | TV2         |

## Forgatás
„Nagy örömmel mutatjuk be a Doktor Balaton első képkockáit. A ContentLab&Factory a pandémia okozta komoly kihívások ellenére is profi, összehangolt munkával egy ilyen színvonalas produkciót hozott létre, ami reméljük, hogy a nézők tetszését is elnyeri majd” – mondta Fischer Gábor, a TV2 Csoport programigazgatója.